# NGC 7183
NGC 7183 (другие обозначения — PGC 67892, ESO 601-8, MCG −3-56-4, IRAS21596-1909) — галактика в созвездии Водолей.
Этот объект входит в число перечисленных в оригинальной редакции «Нового общего каталога».
Галактический диск NGC 7183 наблюдается с ребра. Чаще всего в таких галактиках заметен балдж в виде сферической выпуклости, но эта одна из немногих галактик, в которой хорошо различима выпуклость в виде вытянутого прямоугольника.
В галактике вспыхнула сверхновая SN 2013gh типа Ia, её пиковая видимая звёздная величина составила 18,3.